# رودریگو خیل د هونتانیون
 رودریگو خیل د هونتانیون (انگلیسی: Rodrigo Gil de Hontañón؛ ۱۵۰۰ – ۱۵۷۷) یک معمار اهل اسپانیا بود.